# Johan Hernell
Johan Hernell, född omkring 1680, död 1756, var en svensk kyrkomålare.
Hernell verkade till en början omväxlande i Småland, på Öland och på Gotland, och var fram till 1739 mantalsskriven i Växjö, innan han 1740 slog sig ned på Gotland. Till en början var han troligen bosatt i Roma socken, där en dotter i hans andra äktenskap döptes 1741. Vid sin död var han bosatt i Vänge.
Bland hans arbeten märks predikstolarna i Gothems kyrka och Källunge kyrka 1726, två läktare i Visby Domkyrka 1731 och förgyllning av visarna på urverket i Sankta Karins ton. Hans gotländska storhetstid inföll under 1740-talet då han målade altaruppsatser, prediktstolar och nummertavlor i en mängd kyrkor. Hernell utförde även i flera fall snickeriarbetena till sina skulpturer. Därutöver utförde han även målade vävtapeter.